# Grev Sylvains hævn
Grev Sylvains hævn er en tysk stumfilm fra 1920 af Willy Grunwald.

## Medvirkende
- Curt Goetz som Sylvain
- Asta Nielsen som Madelaine
- Ernst Hofmann som Vicomte Emile
- Karl Platen som ean
- Mathilde Wieder som Lucie